# 24. март
24. март (24.03) је 83. дан у години по грегоријанском календару (84. у преступној години). До краја године има још 282 дана.

## Догађаји
- 1401 — У походу кроз Азију и Средоземље татарски војсковођа Тамерлан освојио Дамаск.
- 1603 — Краљ Џејмс VI од Шкотске је наследио престоле Енглеске и Ирске, постао Џејмс I од Енглеске и по први пут ујединио круне краљевстава.
- 1603 — Токугава Ијејасу је добио титулу шогуна од цара Го Јозеја, чиме је успостављен шогунат Токугава.
- 1707 — Потписани су Закони о унији из 1707. којим су краљевства Енглеска и Шкотска уједињени у Велику Британију.
- 1869 — Војске последњег маорског вође Титоковаруа су се предале влади Новог Зеланда, чиме је окончан његов устанак.
- 1882 — Немачки бактериолог Роберт Кох објавио да је изоловао бактерију која изазива туберкулозу.
- 1891 — Велика Британија и Италија постигле споразум о границама колонија у подручју Црвеног мора.
- 1934 — Конгрес САД је усвојио Тајдингс-Макдафијев закон, дозволивши Филипинима већи степен самоуправе од САД.
- 1944 — Немачка окупациона војска је убила 335 особа у Риму као одмазда за партизански напад на СС полицијски пук претходног дана.
- 1945 — Америчке и британске трупе у Другом светском рату прешле реку Рајну и наставиле надирање у унутрашњост Немачке.
- 1945 — У Београду потписан споразум Владе Демократске Федеративне Југославије и Управе Уједињених нација за помоћ и обнову. Споразумом предвиђено да УНРА помогне у храни, лековима, обући и одећи и да упути стручњаке за обнову пољопривреде, индустрије и саобраћаја.
- 1972 — Уједињено Краљевство је успоставило директну контролу у Северној Ирској да би спречила сукобе паравојних група римокатолика и протестаната.
- 1976 — У Аргентини власт преузела војна хунта генерала Хорхеа Виделе, а председница Изабела Перон ухапшена.
- 1988 — Отворен Мекдоналдсов ресторан у Београду, СФРЈ, први у некој комунистичкој држави и централној и (југо)источној Европи.
- 1989 — У водама Аљаске, танкер Ексон Валдез се насукао и наредних дана испустио је више од четири милиона тона нафте.
- 1990 — Шри Ланку напустило 2.000 индијских војника, последњих из контингента од 50.000, који су две и по године безуспешно покушавали да савладају оружану побуну тамилских герилаца против централних власти у Коломбу.
- 1993 — Езер Вајцман изабран за седмог председника Израела.
- 1999 — У пожару који је захватио око 30 возила у тунелу испод Монблан погинуло 39 људи.
- 1999 — НАТО је отпочео нападе на СРЈ без дозволе Савета безбедности, што је било прво војно ангажовање савеза у његовој историји.
- 2000 — Лидери Европске уније на састанку у Лисабону усагласили нову стратегију на Балкану, односно јачање веза са опозицијом и грађанским друштвом у Србији у циљу постизања демократског преображаја у Југославији.
- 2002 — Први пут у седамдесетечетворогодишњој историји "Оскара", двоје црнаца добило награду за најбољу мушку и женску улогу. Дензел Вошингтон награђен за улогу у филму "Дан обуке", а Хале Бери за филм "Бал монструма".
- 2003 —
  - Жупанијски суд у Ријеци осудио хрватског генерала Мирка Норца на 12 година затвора за злочине над Србима у Госпићу 1991.
  - "Клонејд", компанија која тврди да је успела да направи пет клонираних људских бића, први пут објавила фотографију бебе за коју се тврди да је клонирана.
- 2008 — Партија мира и напретка Џигмеа Тинлија је освојила 45 од 47 места у Народних скупштини Бутана на првим икада општим изборима у држави.
- 2015 — Копилот авиона Ербас А320 немачке компаније Џерманвингс са 144 путника и 6 чланова посаде је намерно срушио авион у француским Алпима.

## Рођења
- 1874 — Хари Худини, амерички илузиониста. (прем. 1926)[1]
- 1911 — Џозеф Барбера, амерички аниматор, редитељ и продуцент, суоснивач продукцијске куће Hanna-Barbera. (прем. 2006)[2]
- 1912 — Ђорђе Караклајић, српски композитор и диригент, музички уредник Радио Београда. (прем. 1986)[3]
- 1921 — Василиј Смислов, руски шахиста. (прем. 2010)[4]
- 1930 — Стив Маквин, амерички глумац. (прем. 1980)[5]
- 1935 — Мери Бери, енглеска куварица, ауторка кулинарских књига и ТВ водитељка.[6]
- 1938 — Дејвид Ервинг, енглески писац.[7]
- 1944 — Војислав Коштуница, српски политичар и правник, последњи председник Савезне Републике Југославије и 8. премијер Србије.[8]
- 1949 — Руд Крол,  холандски фудбалер.
- 1953 — Луј Андерсон, амерички глумац, комичар, сценариста, продуцент, писац и ТВ водитељ. (прем. 2022)[9]
- 1960 — Нена, немачка музичарка и глумица.[10]
- 1965 — Андертејкер, амерички рвач.[11]
- 1965 — Маријан Вајда, словеначки тенисер и тениски тренер.[12]
- 1965 — Питер Џејкобсон, амерички глумац.[13]
- 1966 — Браћа Теофиловићи, српски певачи традиционалне музике.
- 1970 — Дејан Орешковић, хрватски музичар и музички продуцент, најпознатији као члан група Забрањено пушење и Дивље јагоде.[14]
- 1970 — Лара Флин Бојл, америчка глумица.[15]
- 1972 — Кристоф Дигари, француски фудбалер.[16]
- 1972 — Марко Перовић, српски фудбалер.[17]
- 1973 — Џим Парсонс, амерички глумац.[18]
- 1974 — Алисон Ханиган, америчка глумица и ТВ водитељка.[19]
- 1975 — Томас Јохансон, шведски тенисер.[20]
- 1977 — Дарко Спалевић, српски фудбалер.[21]
- 1977 — Џесика Частејн, америчка глумица.[22]
- 1978 — Томаш Ујфалуши, чешки фудбалер.[23]
- 1978 — Бертран Жил, француски рукометаш.[24]
- 1984 — Крис Бош, амерички кошаркаш.[25]
- 1984 — Ифеани Емегхара, нигеријски фудбалер.[26]
- 1984 — Филип Печнер, немачки тенисер.[27]
- 1987 — Рамирес, бразилски фудбалер.[28]
- 1990 — Киша Касл Хјуз, новозеландска глумица.[29]
- 1995 — Милош Копривица, српски кошаркаш.[30]

## Смрти
- 809 — Харун ел Рашид, абасидски калиф. (рођ. 763).[31]
- 1603 — Елизабета I, енглеска краљица (рођ. 1533)[32]
- 1736 — Пера Сегединац, вођа српских устаника.  (рођ. 1655)[33]
- 1882 — Хенри Водсворт Лонгфелоу, амерички писац. (рођ. 1807)[34]
- 1905 — Жил Верн, француски писац. (рођ. 1828)[35]
- 1946 — Александар Аљехин, руски шахиста и светски шампион у шаху (рођ. 1892)[36]
- 1962 — Огист Пикар, швајцарски физичар, балониста и истраживач морских дубина. (рођ. 1884)[37]
- 1968 — Милица Бабић Андрић, српски костимограф и универзитетски професор. (рођ. 1909)[38]
- 1976 — Бернард Монтгомери, британски фелдмаршал.  (рођ. 1887)[39]
- 1980 — Оскар Арнулфо Ромеро, надбискуп Сан Салвадора (рођ. 1917)[40]
- 1999 — Љубиша Бачић, српски глумац, песник и преводилац. (рођ. 1922)[41]
- 2008 —
  - Борис Дворник, позоришни, филмски и ТВ глумац. (рођ. 1939)[42]
  - Ричард Видмарк, амерички филмски глумац. (рођ. 1914)[43]
- 2016 — Јохан Кројф, фудбалер Ајакса, Барселоне, Фејнорда и холандски фудбалски репрезентативац и тренер. (рођ. 1947)[44]
- 2020 — Албер Удерзо, француски стрип цртач, један од твораца Астерикса (рођ. 1927)[45]
- 2021 — Власта Велисављевић, југословенски и српски позоришни, филмски и ТВ глумац (рођ. 1926)[46]

## Празници и дани сећања
- Међународни празници
  - Светски дан борбе против туберкулозе
- Српска православна црква слави:
  - Светог Софронија патријарха јерусалимског
  - Светог мученика Пионија и друге с њим
  - Преподобног Георгија Синаита